# Список лучших альбомов США 1982 года (Billboard)

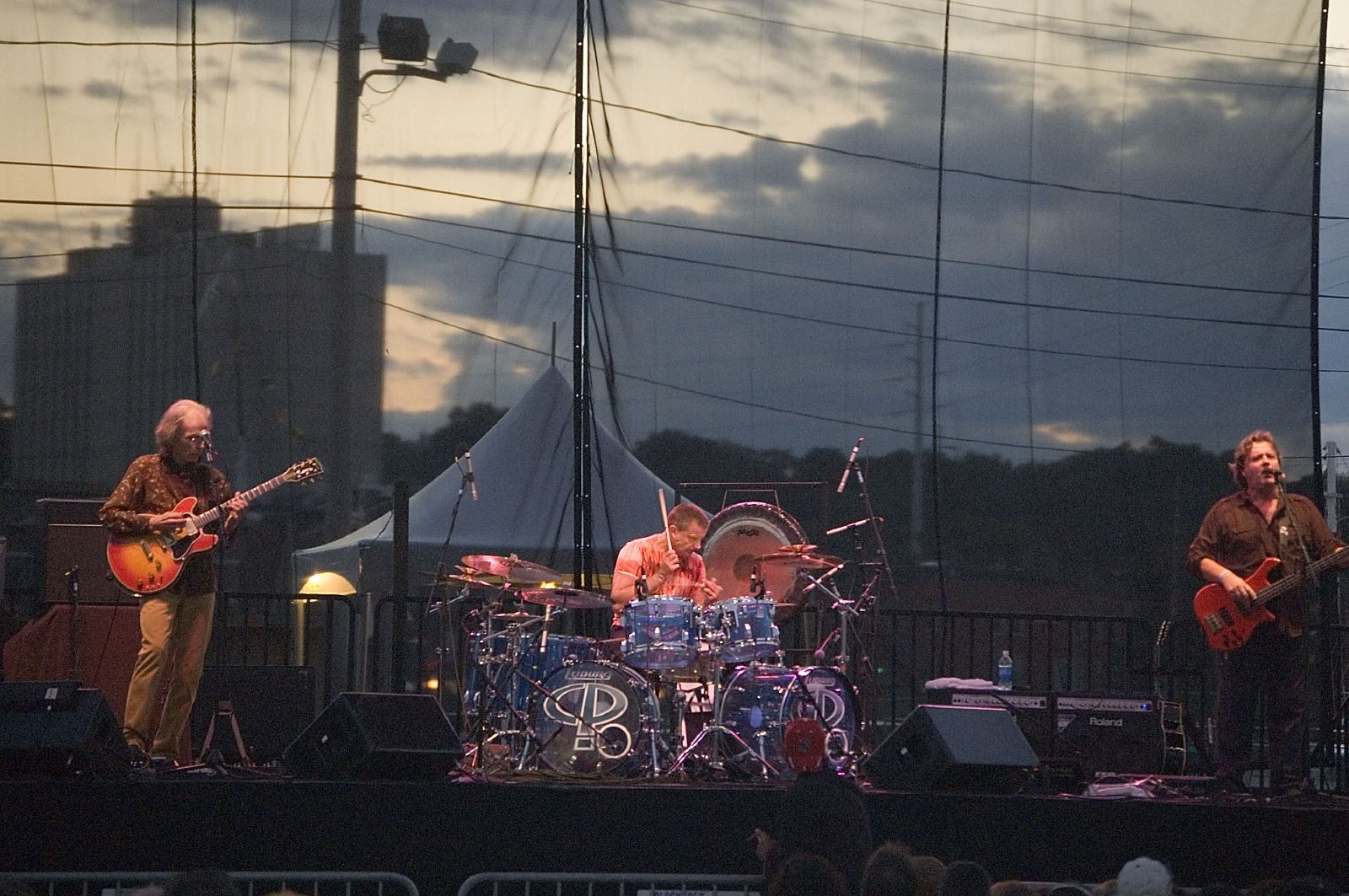
Английская прог-рок-группа Asia с альбомом «Asia» стала лидером года в США.

Список лучших альбомов США 1982 года (Billboard Year End Charts) — итоговый список наиболее популярных альбомов журнала Billboard по данным продаж за 1982 год. Лучшим альбомом года по продажам стал «Asia» английской рок-группы Asia.

## История
| Место | Альбом                 | Исполнитель           | Примечания   |
| ----- | ---------------------- | --------------------- | ------------ |
| 1     | «Asia»                 | Asia                  | 9 недель № 1 |
| 2     | «Beauty and the Beat»  | The Go-Go's           |              |
| 3     | «4»                    | Foreigner             |              |
| 4     | «American Fool»        | Джон Кугер Мелленкамп |              |
| 5     | «Freeze-Frame»         | J. Geils Band         |              |
| 6     | «Escape»               | Journey               |              |
| 7     | «Get Lucky»            | Loverboy              |              |
| 8     | «Bella Donna»          | Stevie Nicks          |              |
| 9     | «Chariots of Fire»     | Vangelis/Soundtrack   |              |
| 10    | «Ghost In The Machine» | The Police            |              |
| 11    | «Tattoo You»           | Rolling Stones        |              |